# Most Atyrau
Most Atyrau (kaz. Атырау көпірі) – kładka pieszo-rowerowa na rzece Iszym w Astanie, o długości 313,5 metra.

## Historia
Kładka jest prezentem od obwodu atyrauskiego dla Astany (wówczas Nur-Sułtan) z okazji 20-lecia przeniesienia stolicy z Ałmaty do Astany. Otwarcie miało miejsce 1 lipca 2018 roku.

## Lokalizacja
Kładka znajduje się w Astanie i łączy Astański Park Centralny z bulwarem oraz wschodnią częścią miasta, w okolicy Astana Tower.

## Architektura
Kładka została zaprojektowana przez astańskie New Moon Architects. Jej forma nawiązuje do endemicznego dla Morza Kaspijskiego, nad którym leży Atyrau, jesiotra kaspijskiego. Całą konstrukcję pokrywa 2 450 trójkątnych paneli z aluminium, każdy o unikalnym kształcie, mającym imitować łuski. W środkowej części mostu znajduje się pomnik jesiotra kaspijskiego – rzeźba, której nos ocierają turyści jako tradycyjny talizman szczęścia.